# 13531 Weizsäcker
13531 Weizsäcker eller 1991 RU4 är en asteroid i huvudbältet som upptäcktes den 13 september 1991 av de båda tyska astronomen Freimut Börngen och Lutz D. Schmadel vid Tautenburg-observatoriet. Den är uppkallad efter Carl Friedrich von Weizsäcker.
Asteroiden har en diameter på ungefär 9 kilometer.